# Canton du Pays de Bidache, Amikuze et Ostibarre
Le canton du Pays de Bidache, Amikuze et Ostibarre est une circonscription électorale française du département des Pyrénées-Atlantiques.

## Histoire
Un nouveau découpage territorial des Pyrénées-Atlantiques entre en vigueur à l'occasion des élections départementales de 2015. Il est défini par le décret du 25 février 2014, en application des lois du 17 mai 2013 (loi organique 2013-402 et loi 2013-403). Les conseillers départementaux sont, à compter de ces élections, élus au scrutin majoritaire binominal mixte. Les électeurs de chaque canton élisent au Conseil départemental, nouvelle appellation du Conseil général, deux membres de sexe différent, qui se présentent en binôme de candidats. Les conseillers départementaux sont élus pour 6 ans au scrutin binominal majoritaire à deux tours, l'accès au second tour nécessitant 12,5 % des inscrits au 1er tour. En outre la totalité des conseillers départementaux est renouvelée. Ce nouveau mode de scrutin nécessite un redécoupage des cantons dont le nombre est divisé par deux avec arrondi à l'unité impaire supérieure si ce nombre n'est pas entier impair, assorti de conditions de seuils minimaux. Dans les Pyrénées-Atlantiques, le nombre de cantons passe ainsi de 52 à 27.
Le canton du Pays de Bidache, Amikuze et Ostibarre est formé de communes des anciens cantons de Saint-Palais (26 communes), de Bidache (4 communes), de Iholdy (14 communes), de La Bastide-Clairence (3 communes) et d'Hasparren (5 communes). Il est entièrement inclus dans l'arrondissement de Bayonne. Le bureau centralisateur est situé à Saint-Palais.

## Représentation
| Période élective | Période élective | Mandat | Mandat   | Identité              | Nuance | Nuance | Qualité |
| ---------------- | ---------------- | ------ | -------- | --------------------- | ------ | ------ | --- |
| 2015             | 2021             | 2015   | 2021     | Anne-Marie Bruthé     |        | MoDem  | Médecin coordonnateur, directrice d'une maison de retraite à Isturitz                                                                                          |
| 2015             | 2021             | 2015   | 2021     | Jean-Jacques Lasserre |        | MoDem  | Agriculteur Ancien conseiller général du Canton de Bidache (1982-2015), ancien maire de Bidache Ancien Sénateur (2011-2017) Président du Conseil départemental |
| 2021             | 2028             | 2021   | en cours | Anne-Marie Bruthé     |        | MoDem  | Directrice d'une maison de retraite, Amendeuix-Oneix, Vice-Présidente du conseil départemental                                                                 |
| 2021             | 2028             | 2021   | en cours | Jean-Jacques Lasserre |        | MoDem  | Conseiller sortant, Président du conseil départemental |

### Résultats détaillés

#### Élections de mars 2015
À l'issue du 1er tour des élections départementales de 2015, deux binômes sont en ballottage : Anne-Marie Bruthe et Jean-Jacques Lasserre (MoDem, 47,48 %) et Xabi Larralde et Anita Lopepe (Divers, 20,83 %). Le taux de participation est de 61,16 % (10 064 votants sur 16 454 inscrits) contre 52,8 % au niveau départemental et 50,17 % au niveau national.
Au second tour, Anne-Marie Bruthe et Jean-Jacques Lasserre (MoDem) sont élus avec 61,86 % des suffrages exprimés et un taux de participation de 61,4 % (5 765 voix pour 10 103 votants et 16 455 inscrits).

#### Élections de juin 2021
Le premier tour des élections départementales de 2021 est marqué par un très faible taux de participation (33,26 % au niveau national). Dans le canton du Pays de Bidache, Amikuze et Ostibarre, ce taux de participation est de 47,61 % (8 002 votants sur 16 809 inscrits) contre 38,82 % au niveau départemental. À l'issue de ce premier tour, deux binômes sont en ballottage : Anne-Marie Bruthé et Jean-Jacques Lasserre (Union au centre et à droite, 52,47 %) et Emilie Dubois et Xabi Larralde (Rég, 24,54 %).
Le second tour des élections est marqué une nouvelle fois par une abstention massive équivalente au premier tour. Les taux de participation sont de 34,36 % au niveau national, 40,13 % dans le département et 49,36 % dans le canton du Pays de Bidache, Amikuze et Ostibarre. Anne-Marie Bruthé et Jean-Jacques Lasserre (Union au centre et à droite) sont élus avec 63,49 % des suffrages exprimés (4 990 voix pour 8 299 votants et 16 813 inscrits),,.

## Composition
Le canton du Pays de Bidache, Amikuze et Ostibarre comprend cinquante-deux communes entières.
| Nom                                             | Code Insee | Intercommunalité  | Superficie (km2) | Population (dernière pop. légale) | Densité (hab./km2) | Modifier                                    |
| ----------------------------------------------- | ---------- | ----------------- | ---------------- | --------------------------------- | ------------------ | ------------------------------------------- |
| Saint-Palais (bureau centralisateur)            | 64493      | CA du Pays Basque | 7,54             | 2 155 (2022)                      | 286                | modifier les données · modifier les données |
| Aïcirits-Camou-Suhast                           | 64010      | CA du Pays Basque | 9,50             | 695 (2022)                        | 73                 | modifier les données · modifier les données |
| Amendeuix-Oneix                                 | 64018      | CA du Pays Basque | 7,66             | 466 (2022)                        | 61                 | modifier les données · modifier les données |
| Amorots-Succos                                  | 64019      | CA du Pays Basque | 15,20            | 224 (2022)                        | 15                 | modifier les données · modifier les données |
| Arancou                                         | 64031      | CA du Pays Basque | 5,30             | 183 (2022)                        | 35                 | modifier les données · modifier les données |
| Arbérats-Sillègue                               | 64034      | CA du Pays Basque | 5,29             | 328 (2022)                        | 62                 | modifier les données · modifier les données |
| Arbouet-Sussaute                                | 64036      | CA du Pays Basque | 14,55            | 312 (2022)                        | 21                 | modifier les données · modifier les données |
| Arhansus                                        | 64045      | CA du Pays Basque | 5,32             | 67 (2022)                         | 13                 | modifier les données · modifier les données |
| Armendarits                                     | 64046      | CA du Pays Basque | 17,27            | 392 (2022)                        | 23                 | modifier les données · modifier les données |
| Aroue-Ithorots-Olhaïby                          | 64049      | CA du Pays Basque | 17,85            | 231 (2022)                        | 13                 | modifier les données · modifier les données |
| Arraute-Charritte                               | 64051      | CA du Pays Basque | 22,81            | 435 (2022)                        | 19                 | modifier les données · modifier les données |
| Ayherre                                         | 64086      | CA du Pays Basque | 27,65            | 1 133 (2022)                      | 41                 | modifier les données · modifier les données |
| La Bastide-Clairence                            | 64289      | CA du Pays Basque | 23,39            | 987 (2022)                        | 42                 | modifier les données · modifier les données |
| Béguios                                         | 64105      | CA du Pays Basque | 11,26            | 263 (2022)                        | 23                 | modifier les données · modifier les données |
| Béhasque-Lapiste                                | 64106      | CA du Pays Basque | 5,64             | 505 (2022)                        | 90                 | modifier les données · modifier les données |
| Bergouey-Viellenave                             | 64113      | CA du Pays Basque | 11,37            | 120 (2022)                        | 11                 | modifier les données · modifier les données |
| Beyrie-sur-Joyeuse                              | 64120      | CA du Pays Basque | 24,80            | 536 (2022)                        | 22                 | modifier les données · modifier les données |
| Bidache                                         | 64123      | CA du Pays Basque | 30,43            | 1 347 (2022)                      | 44                 | modifier les données · modifier les données |
| Bonloc                                          | 64134      | CA du Pays Basque | 1,02             | 371 (2022)                        | 364                | modifier les données · modifier les données |
| Bunus                                           | 64150      | CA du Pays Basque | 6,60             | 134 (2022)                        | 20                 | modifier les données · modifier les données |
| Came                                            | 64161      | CA du Pays Basque | 33,90            | 1 019 (2022)                      | 30                 | modifier les données · modifier les données |
| Domezain-Berraute                               | 64202      | CA du Pays Basque | 21,56            | 468 (2022)                        | 22                 | modifier les données · modifier les données |
| Etcharry                                        | 64221      | CA du Pays Basque | 7,43             | 147 (2022)                        | 20                 | modifier les données · modifier les données |
| Gabat                                           | 64228      | CA du Pays Basque | 8,31             | 276 (2022)                        | 33                 | modifier les données · modifier les données |
| Garris                                          | 64235      | CA du Pays Basque | 3,13             | 317 (2022)                        | 101                | modifier les données · modifier les données |
| Hélette                                         | 64259      | CA du Pays Basque | 23,45            | 751 (2022)                        | 32                 | modifier les données · modifier les données |
| Hosta                                           | 64265      | CA du Pays Basque | 17,08            | 100 (2022)                        | 5,9                | modifier les données · modifier les données |
| Ibarrolle                                       | 64267      | CA du Pays Basque | 8,87             | 73 (2022)                         | 8,2                | modifier les données · modifier les données |
| Iholdy                                          | 64271      | CA du Pays Basque | 21,63            | 540 (2022)                        | 25                 | modifier les données · modifier les données |
| Ilharre                                         | 64272      | CA du Pays Basque | 10,55            | 150 (2022)                        | 14                 | modifier les données · modifier les données |
| Irissarry                                       | 64273      | CA du Pays Basque | 26,39            | 892 (2022)                        | 34                 | modifier les données · modifier les données |
| Isturits                                        | 64277      | CA du Pays Basque | 13,60            | 533 (2022)                        | 39                 | modifier les données · modifier les données |
| Juxue                                           | 64285      | CA du Pays Basque | 15,17            | 200 (2022)                        | 13                 | modifier les données · modifier les données |
| Labets-Biscay                                   | 64294      | CA du Pays Basque | 8,79             | 144 (2022)                        | 16                 | modifier les données · modifier les données |
| Lantabat                                        | 64313      | CA du Pays Basque | 28,86            | 287 (2022)                        | 9,9                | modifier les données · modifier les données |
| Larceveau-Arros-Cibits                          | 64314      | CA du Pays Basque | 18,08            | 446 (2022)                        | 25                 | modifier les données · modifier les données |
| Larribar-Sorhapuru                              | 64319      | CA du Pays Basque | 10,65            | 185 (2022)                        | 17                 | modifier les données · modifier les données |
| Lohitzun-Oyhercq                                | 64345      | CA du Pays Basque | 17,52            | 194 (2022)                        | 11                 | modifier les données · modifier les données |
| Luxe-Sumberraute                                | 64362      | CA du Pays Basque | 8,31             | 399 (2022)                        | 48                 | modifier les données · modifier les données |
| Masparraute                                     | 64368      | CA du Pays Basque | 8,16             | 271 (2022)                        | 33                 | modifier les données · modifier les données |
| Méharin                                         | 64375      | CA du Pays Basque | 12,73            | 278 (2022)                        | 22                 | modifier les données · modifier les données |
| Mendionde                                       | 64377      | CA du Pays Basque | 21,47            | 849 (2022)                        | 40                 | modifier les données · modifier les données |
| Orègue                                          | 64425      | CA du Pays Basque | 36,43            | 517 (2022)                        | 14                 | modifier les données · modifier les données |
| Orsanco                                         | 64429      | CA du Pays Basque | 9,35             | 103 (2022)                        | 11                 | modifier les données · modifier les données |
| Osserain-Rivareyte                              | 64435      | CA du Pays Basque | 6,56             | 228 (2022)                        | 35                 | modifier les données · modifier les données |
| Ostabat-Asme                                    | 64437      | CA du Pays Basque | 15,26            | 224 (2022)                        | 15                 | modifier les données · modifier les données |
| Pagolle                                         | 64441      | CA du Pays Basque | 15,90            | 251 (2022)                        | 16                 | modifier les données · modifier les données |
| Saint-Esteben                                   | 64476      | CA du Pays Basque | 13,71            | 443 (2022)                        | 32                 | modifier les données · modifier les données |
| Saint-Just-Ibarre                               | 64487      | CA du Pays Basque | 30,03            | 195 (2022)                        | 6,5                | modifier les données · modifier les données |
| Saint-Martin-d'Arberoue                         | 64489      | CA du Pays Basque | 14,69            | 348 (2022)                        | 24                 | modifier les données · modifier les données |
| Suhescun                                        | 64528      | CA du Pays Basque | 11,83            | 165 (2022)                        | 14                 | modifier les données · modifier les données |
| Uhart-Mixe                                      | 64539      | CA du Pays Basque | 11,74            | 217 (2022)                        | 18                 | modifier les données · modifier les données |
| Canton du Pays de Bidache, Amikuze et Ostibarre | 6422       |                   | 781,59           | 22 094 (2022)                     | 28                 | modifier les données                        |

## Démographie
En 2022, le canton comptait 22 094 habitants, en évolution de +4,04 % par rapport à 2016 (Pyrénées-Atlantiques : +3,78 %, France hors Mayotte : +2,11 %).
| 2013   | 2018   | 2022   |
| ------ | ------ | ------ |
| 21 127 | 21 333 | 22 094 |